# TTM Phichit
TTM Phichit (Thai: สโมสรฟุตบอลทีทีเอ็ม พิจิตร) is een Thaise voetbalclub uit de stad Phichit. De club speelt in de Thai Premier League, de hoogste voetbaldivisie van Thailand. De club wel opgericht in 1963.
Bangkok United FC ·
BG Pathum United ·
Buriram United ·
Chiangrai United ·
KhonKaen United ·
Lamphun Warriors FC ·
Muangthong United ·
Nakhon Pathom United ·
Nakhon Ratchasima FC ·
Nongbua Pitchaya FC ·
Port FC · 
PT Prachuap FC ·
Ratchaburi FC ·
Sukhothai FC ·
Rayong FC ·
Uthai Thani FC ·